# Giusy Ferreri
Giuseppa Gaetana Ferreri (ur. 18 kwietnia 1979 w Palermo) – włoska piosenkarka i autorka tekstów.

## Życiorys
W wieku 14 lat rozpoczęła naukę gry na fortepianie. Wkrótce potem, zainspirowana muzyką rockową, rozpoczęła współpracę z zespołem wykonującym covery międzynarodowych przebojów. Wtedy zaczęła komponować swoje pierwsze piosenki.
W 2002 wraz z zespołem AllState51 wydała singel „Want to Be”, śpiewając pod pseudonimem artystycznym Gaetana. Równocześnie pracowała na pół etatu jako kasjerka w supermarkecie.
W kwietniu 2008 wzięła udział w przesłuchaniach do włoskiej edycji talent show X Factor, gdzie została dostrzeżona przez jedną z jurorek, Simonę Venturę, która zaprosiła ją do swojej grupy uczestników 25+. Ostatecznie zajęła drugie miejsce. Po zakończeniu programu wydała pierwszą EPkę, na którą znalazło się pięć coverów znanych włoskich utworów, a także premierowy singel „Non ti scordar mai di me”, który napisał dla niej Tiziano Ferro. Utwór dotarł na szczyt zestawienia sprzedaży iTunes. Utworem „Novembre” promowała pierwszy album studyjny pt. Gaetana, który wydała w 2008. Singel dotarł do 1. miejsca w zestawieniu najpopularniejszych piosenek we Włoszech. Album zdobył status diamentowej płyty.
Następnie wydała cztery albumy studyjne: Fotografie (2009), Il mio universo (2011), L’attesa (2014) i Girotondo (2017).
Wystąpiła gościnnie w utworach włoskiego duetu Takagi & Ketra: "Amore e capoeira" (2018) i "JAMBO" (2019).

## Dyskografia
Opracowano na podstawie materiału źródłowego.
- 2008: Non ti scordar mai di me (EP)
- 2008: Gaetana
- 2009: Fotografie
- 2011: Il mio universo
- 2014: L’attesa
- 2015: Hits
- 2017: Girotondo